# Ceratuncus maroccanella
Ceratuncus maroccanella är en fjärilsart som beskrevs av Hans Georg Amsel 1952. Ceratuncus maroccanella ingår i släktet Ceratuncus och familjen äkta malar.
Artens utbredningsområde är Marocko. Inga underarter finns listade i Catalogue of Life.